# Корморан Страйк
Корморан Страйк — серія детективних романів британської письменниці Джоан Ролінґ під псевдонімом Роберт Ґалбрейт. У творах йдеться про пригоди приватного детектива Корморана Страйка та його бізнес-партнерки Робін Еллакотт. Наразі опубліковано 7 романів із серії. Після третьої книги Ролінґ повідомила, що має плани ще принаймні на десять.
Перші два романи — «Кувала зозуля» та «Шовкопряд» були екранізовані BBC One (2017). Третій сезон серіалу, заснований на книзі «Кар'єра лиходія», вийшов 2018 року. Четвертий сезон, екранізація четвертого роману «Убивчий білий», вийшов у форматі чотирьох серій 2020 року.

## Головний герой
Корморан Страйк — колишній військовик. Багато хто, як і він, починають займатися приватним розшуком або йдуть працювати в охоронні фірми. Він — позашлюбний син рок-зірки, про що не любить говорити, адже з батьком зустрічався всього двічі. А ще у нього була дуже колоритна мати, яку він хоч і любить, але яка забезпечила йому вельми своєрідне дитинство. Вони весь час переїжджали, тулилися в якихось покинутих будинках з новими материними коханцями. Після її смерті (убивства, як вважає Корморан) він кидає навчання в Оксфорді і вступає до армії. Проходив службу у відділі розслідувань військовій поліції. Перебуваючи у відрядженні в Афганістані, Страйк підірвався на міні і втратив частину ноги. Попри отримане каліцтво, йому пропонують залишитися на службі, проте він звільняється з війська і стає приватним детективом. 
Корморан Страйк — дуже розумний, та глибоко травмований — і фізично, і морально — тим, що з ним сталося. Страйк високий на зріст, з кучерявим, коричневого кольору, волоссям. На людях зазвичай одягнений в коричневе пальто, головних уборів майже не носить. Втрачену ногу йому заміняє сталевий протез (в першій книзі він дерев’яний), зрідка користується тростиною.

### Особистість
Корморан в цілому добрий і турботливий чоловік, хоч і дещо закритий після травми. Він піклується про своїх друзів і близьких, всіма силами їх захищає, але перед самим собою іноді буває байдужий: не стежить за вагою, періодично відмовляється ходити до лікаря на огляд своєї кукси через брак часу, а також через небажання повертатися до лікарні, де провів так багато часу і переживав складні почуття після маніпуляцій на відірваній нозі.
Страйк дуже уважний і володіє добре розвиненим мисленням: при опитуваннях свідків він вміє маніпулювати словами, що дозволяє видобувати інформацію тишком-нишком. Пізнання Страйка в різних областях досить широкі, але не абсолютні, проте він успішно компенсує їх нестачу своїми великими зв'язками в різних сферах, які використовує при будь-якій можливості.
Особисте життя Страйка ніколи не було безхмарним: в рамках сюжетів перших двох книг у нього бували швидкоплинні зв'язки, а в третій з'явилася постійна партнерка, стосунки з якою він все одно намагається тримати поверхневими. До подій книг у нього були багаторічні стосунки з Шарлоттою Кемпбелл (Росс), з якою вони протягом 16 років постійно розлучалися і знову сходилися. Одного разу вона обдурила його, що чекала від нього дитину, що стало останньою краплею, і Страйк остаточно з нею порвав. Згодом Страйк виснував, що батьком був не він, а потім зрозумів, що ніякої дитини не було. Упродовж всіх книг Страйк отримує новини, які широко висвітлюються в пресі і ятрять його незагоєні душевні рани, про її весілля з розлученим багатієм, напередодні якого вона спробувала повернути Корморана брехливим SMS-повідомленням, але він їй не відповів. З‘являється вона і в четвертій книзі, намагаючись маніпулювати Страйком, щоб повернути його.
Для Страйка дуже важлива дружба з напарницею Робін Еллакотт: він ніколи не нехтує її думкою, завжди намагається допомогти, а в разі потенційної небезпеки обмежує їй робочі рамки задля її захисту. У третій книзі, коли їх відносини піддаються випробуванням через терор Шеклвелльского Різника, Страйк розуміє, що в душі завжди відчував до Робін романтичні почуття, вважає її нареченого бовдуром, і навіть сподівається на припинення шлюбу Робін.

### Прізвиська
Ім'я Корморан складно вимовляється, тому багато хто плутає його зі звичнішими (наприклад, Камерон). Друг юності Страйка на прізвисько Шпеник називає його "Куш". Грем Гардейкр, колишній колега Страйка з Відділу спеціальних розслідувань, звертається до нього "Оґґі". Близькі до детектива люди використовують зменшувально-пестливе "Корм". Сестра Корморана Люсі називає його "Ломака".
Своє друге ім'я, Блу, Страйк отримав на честь улюбленого гурту матері Blue Öyster Cult.